# Star Z84
Star Z-84 это испанский пистолет-пулемёт, первоначально производившийся ныне несуществующей компанией Star Bonifacio Echeverria, SA. Был первоначально изготовлен для использования боевыми пловцами. Z-84 можно использовать под водой и прямо из воды без необходимости сушить органы управления или магазин.

## История
Z-75 был современным пистолетом-пулемётом 3-го поколения производства оружейной компании Star под патрон 9×23 мм Largo. Внешне он напоминал израильский Uzi и включал в себя особенности конструкции, впервые использованные в чехословацком Sa vz. 23, например телескопический затвор, для уменьшения общей длины. Ствольная коробка была изготовлена из штампованной стали с затвором квадратного сечения, установленным на направляющих внутри. Стрелял с открытого затвора, и имел длину ствола 20 см. Весил 2,6 кг без магазина.
Z-75 был коммерческим проектом, который привёл к созданию почти идентичного ему пистолета-пулемёта Z-84, а Z-75 так и не пошёл в серийное производство.
Star SA разрабатывала это оружие после успешного производства модификаций немецких пистолетов-пулемётов MP-40 (Star Z-45). Z-84 был разработан полностью с нуля, с использованием современных наработок и технологий. Главным конструктором Z-84 был Эдуардо Ирэги.
Во время разработки Z-84 Star производила и экспортировала в США большое количество дешёвых пистолетов. Запрет на штурмовое оружие 1994 года (теперь отменённый) запретил ввоз многих их разработок в страну. Это оказалось катастрофой для Star и других испанских производителей оружия, что привело их к банкротству в 1996 году.

## Разработка
Z-84 представляет собой пистолет-пулемёт под патрон 9×19 мм Parabellum, использующий автоматику со свободным затвором. Имеет переводчик режимов огня, способен вести полностью автоматический огонь при стрельбе с открытого затвора, который в значительной степени унаследован от Z-75. Наличие очень небольшого количества движущихся частей делает его очень простым в эксплуатации и обслуживании. Изготовлен в основном из штампованных и литых деталей, для производства также требуется небольшая обработка. В нем используется телескопический (набегающий на ствол) затвор, что означает, что затвор фактически прикрывает собой казённую часть ствола. Это позволяет уменьшить общую длину при сохранении длинного ствола для лучшей точности. Впервые он применён в чехословацком Sa vz. 23. Телескопический затвор стал неотъемлемой частью многих сегодняшних пистолетов-пулемётов современной конструкции, такими как израильский Uzi и итальянский Beretta M12.
Прочный складной металлический приклад повышает точность оружия во время прицельной стрельбы. На спусковом крючке имеется предохранитель. Прицельные приспособления защищены большими стальными ушами и регулируются. Целик представляет собой диоптрический прицел с настройками на 100 и 200 метров, а мушка регулируется по горизонтали и высоте.

## Варианты
Существуют два варианта данного оружия:
1. «Corto», вариант с коротким 215-мм стволом. Изначально был разработан для Гражданской гвардии Испании для выполнения их требований.
2. «Largo», стандартный вариант с 270-мм стволом.

## Страны-эксплуатанты
- Иран: Используется Корпусом стражей исламской революции и Спецподразделением ВМС «Сепах».[3] Сообщается о нелицензионном производстве этого оружия.[3]
- Испания: Используется боевыми пловцами из подразделения Военно-морских сил UEBC.

### В прошлом
- Малайзия: Был снят с вооружения королевской полиции.